# Betteville
Betteville is een plaats en voormalige gemeente in het Franse departement Seine-Maritime in de regio Normandië en telt 485 inwoners (1999). De plaats maakt deel uit van het arrondissement Rouen.

## Geschiedenis
Betteville is op 1 januari 2016 gefuseerd met de gemeenten La Folletière, Fréville en Mont-de-l'If tot de gemeente Saint Martin de l'If. 

## Geografie
De oppervlakte van Betteville bedraagt 8,6 km², de bevolkingsdichtheid is 56,4 inwoners per km².
De onderstaande kaart toont de ligging van Betteville met de belangrijkste infrastructuur en aangrenzende gemeenten.

## Demografie
Onderstaande figuur toont het verloop van het inwonertal (bron: INSEE-tellingen).